# (1209) Пумма
(1209) Пумма (лат. Pumma) — небольшой астероид внешней части главного пояса, который был обнаружен 22 апреля 1927 года немецким астрономом Карлом Вильгельмом Рейнмутом, работавшим в Гейдельбергской обсерватории. Назван в честь племянницы немецкого астронома Альбрехта Карштедта (по её семейному прозвищу).
Период обращения астероида вокруг Солнца составляет 5,632 года.